# Gibsons Games
Gibsons Games eller H P Gibson & Sons Limited är en av Storbritanniens ledande spel och pusseltillverkare. Det grundades 1919 av Harry Percy Gibson. År 2021 leder hans barnbarnsbarn fortfarande familjeföretaget.

## Officiell webbsida
- Gibsons